# 伊斯兰教历史

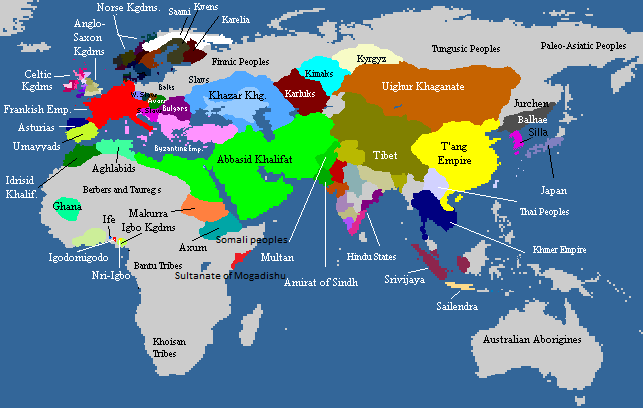
公元820年阿拔斯王朝时期的欧亚大陆局势

伊斯兰教历史或穆斯林歷史，指伊斯兰信仰形成宗教体系後以及影響伊斯兰教徒的相关社会文化制度的历史。穆斯林历史包括了政治、经济、军事以及文化和地理等几个方面。阿拔斯王朝达到了伊斯兰教的黄金时代。但根據伊斯蘭教傳統，穆斯林只認為從先知穆罕默德至四大哈里發時期是正統的伊斯蘭教歷史。